# Lévénez
Lévénez est un roman historique de Jeanne Bluteau publié en 1995 aux éditions Alain Bargain, lauréat du Prix Trévarez 1996. Il se déroule dans le Boulonnais en 1662, pendant la révolte des Lustucru.

## Personnages
- Lévénez : héroïne, duchesse de Montravel
- Louise-Eliane : son amie
- Dosithée : nourrice et gouvernante de la maison de Montravel
- Thibaut : valet de la maison de Montravel
- Reynelda :
- Jacques Gournay : son fiancé
- Bon varlet : un paysan
- Père Anthelme Minime, curé de Preures
- Bertrand du Clivet :
- Anthony Coubertin de Grand'Maison :
- Madame de Clocheville :
- Claude de Clocheville : son fils
- Anne : la Fille-de-la-Hall-du-Marché
- Madame Leclercq : voisine de Lévénez

## Lieux de l'action
- Le Boulonnais
- Preures
- Hucqueliers
- Wierre-Effroy, au lieu-dit Londefort
- Marquise
- Bellebrune

## Titre
Lévénez, en breton Levenez, est un prénom breton mais aussi un nom commun signifiant joie.

## Contexte historique
Le roman se déroule au XVIIe siècle, dans la région du Boulonnais, au cours des années 1660. Le roi Louis XIV vient d'acheter, le 22 mars 1662, au roi d'Angleterre la place forte de Dunkerque, enlevée quatre ans plus tôt aux Espagnols par la coalition franco-britannique.  
Le Boulonnais est un territoire de frontière, assez régulièrement pillé par les armées étrangères, notamment dans le cadre encore récent de la guerre de Trente Ans, qui ne prend fin qu'en 1648, où les habitants se sont illustrés par leur vigueur à défendre le pays. Le pays est encore organisé en milice, est astreint au guet, à fournir des hommes pour la milice et à les solder à ses frais. 
C'est ce qui explique les privilèges du Boulonnais, le pays étant exempté depuis Louis XI, qui rattacha ce territoire à la France, de la taille et des aides. Henri II ajoute à cela la gabelle, en 1552 et Henri III le taillon en 1575,. Henri II justifie son acte : « en consideration de l'entière fidélité que toujours nous ont porté lesdits habitans, que ledit pays est maritime, faisant frontière aux Anglois et es pays de Flandre et Artois, subjet à toutes occasions de guerre, à grandes hostilités et incursions d'ennemis, passages et garnisons de nos gens de guerre... »
Le 19 mai 1661 est établi un impôt annuel de 30 000 livres, la "subvention du Boulonnais et de quartier d'hiver", qui prenait la suite d'autres taxes imposées au territoire dans le cadre de la guerre de Trente Ans. Ces dernières avaient été acceptées par les habitants dans le contexte de la défense du Royaume, en revanche rien ne justifiait, selon eux, que le Roi fixe ce nouvel impôt en temps de paix. Olivier Le Fèvre, sieur d'Ormesson, l'intendant d'Amiens répartit l’impôt en question fin novembre 1661 et demande d'en hâter le recouvrement fin janvier. Un collecteur est envoyé, mais les habitants refusent de payer.

## Éléments autobiographiques
Enseignante, Jeanne Bluteau suit son époux, enseignant et peintre, Robert Bluteau, dans le nord de la France. Entre 1953 et 1966, elle enseigne à Rouen puis à Boulogne-sur-Mer, lieu de l'action de son roman Lévénez. D'après ce qu'elle écrit en prélude à ce livre, elle consulte nombre d'archives et de travaux historiques sur la région, pour mener à bien son projet : 
- La guerre dite de Lustucru, de Pierre Héliot, Revue du Nord, novembre 1935, p. 265 - 318 ;
- Helfaut, une paroisse sous l'ancien régime, de Georges Coolen ;
- Les Ducs d'Aumont, du révérend père Hamy ;
- L'année boulonnaise, d'Ernest Deseille ;
- L'Histoire du Boulonnais, de Joseph Hector de Rosny[4];
- Boulogne Belle, d'André Mabille de Poncheville ;
- Curiosités historiques et notes sur le Boulonnais, de Jules Paublanc.

Jeanne Bluteau a ainsi pris son temps pour parachever son roman, puisqu'au début du livre les Pommiers de Fouesnant, publié en 1983, dans la liste des ouvrages de l'auteur, Lévénez est mentionné sous la rubrique  En préparation. À la sortie du livre, la romancière indique dans une interview qu'elle a travaillé sur ce roman en 1959, lorsqu'elle enseignait à Boulogne. La préface du roman est de Jacques Vier, décédé en 1991.

## Illustration

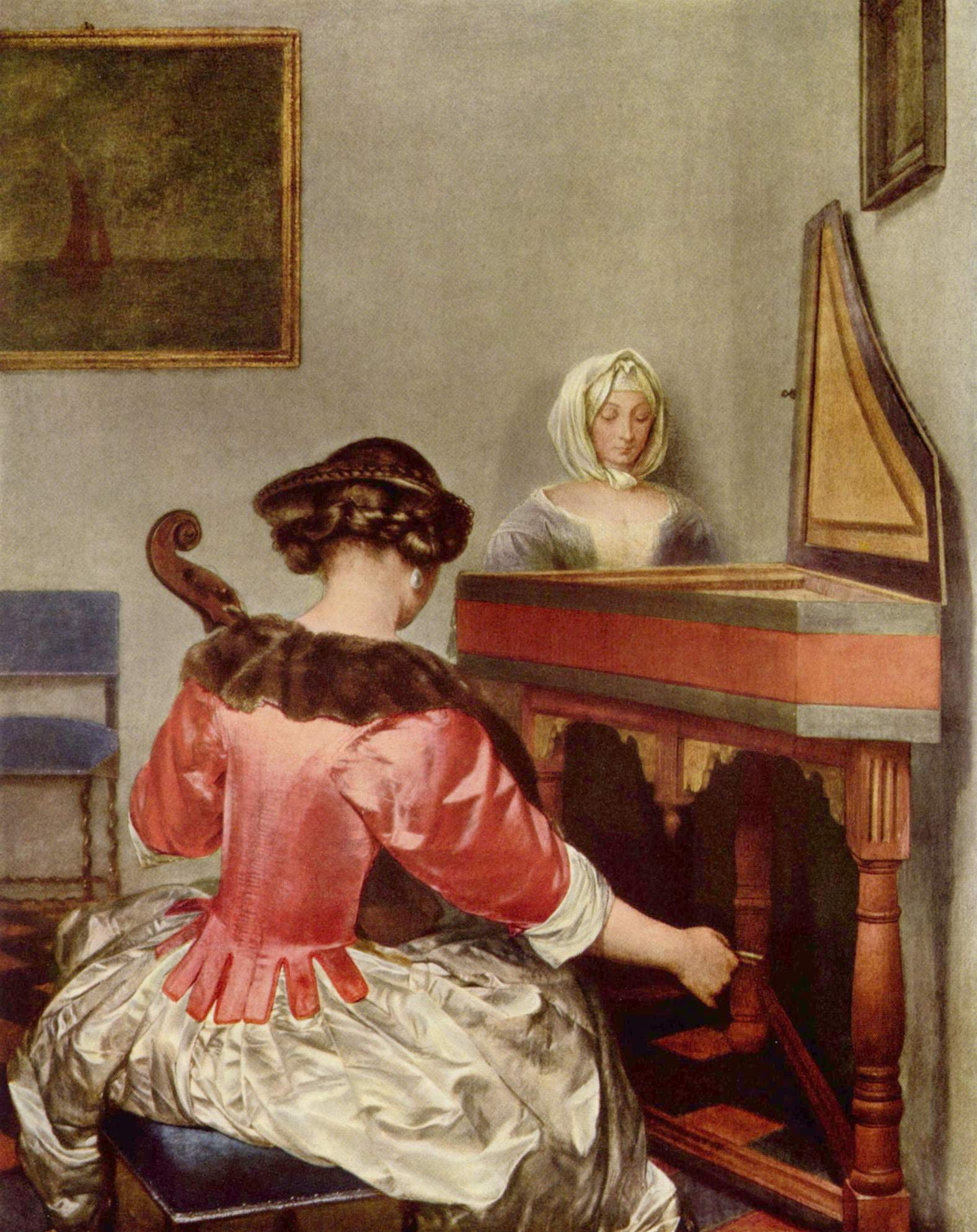
Gerard ter Borch, Le concert, vers 1675, (Gemäldegalerie (Berlin))

La couverture du roman présente le tableau intitulé Le Concert du peintre néerlandais Gerard ter Borch, dont l'écrivain s'est inspirée pour ses deux personnages principaux.

« Dans la clarté glauque de cette fin de jour, deux femmes étaient là, jouant - mais cela Masset et Bonvarlet ne le surent que plus tard - l'une du clavecin, l'autre de la viole de gambe. 
Les yeux des deux paysans se saisirent, charmés, du tableau qu'elles offraient ; l'une, vue de dos, penchée sur son grand instrument et ses jupes de soie claire étalées sur un large tabouret, et l'autre, vue de face, devant un clavecin, jouant les yeux baissés, si profondément absorbée qu'il semblait vain de craindre qu'elle aperçut jamais Masset et Bonvarlet. [...] Leurs yeux allaient sans cesse de l'une à l'autre musicienne pour s'arrêter presque toujours plus longuement sur la plus jeune, sur sa nuque ravissante et lumineuse, bien dégagée par les cheveux relevés en coques lisses sous une calotte de velours et par le grand col de fourrure brune. Son justaucorps de satin rose, aux très larges manches, serrait une taille si étroite que cela en paraissait un miracle. Et les basques tailladées ajoutaient leur élégance à son abondante jupe de satin clair ou le soir faisait bouger des reflets verdâtres. [...] De cette jeune femme, Masset et Bonvarlet voyaient le visage ovale très doux, très régulier, les yeux à l'éclat de pervenche, écartés comme les sourcils ; et, de couleur aussi rose que le visage, le décolleté délicat émergeant d'une robe verte très échancrée qui contrastait avec la sévérité d'une coiffe blanche dont les plis nombreux ne laissaient pas dépasser un cheveu. Le clavecin était un meuble superbe, roux et brun, aux hauts pieds tournés. »

## Préface
Le roman est préfacé par le docteur ès lettre Jacques Vier, professeur de littérature française à l'université de Rennes II.

## Point de vue
Le roman est raconté par un personnage original, la terre du Boulenois.

« Ces grogneries, je les entendais. Qui, moi ? Quelque paysan caché dans les joncs rouges du bord de l'eau ? Quelque servante aiguë qui sait tout, qui voit tout ?... Un homme de leur suite ? Mais ils n'en avaient pas ! Non, moi, moi la terre qu'en ces temps-là, il y a trois siècles, on appelait le Boulenois. Et pourquoi un pays ne conterait-t-il pas une histoire ? Qui mieux que moi, le pays de Boulogne, des collines jusqu'à la mer, a tout connu, tout compris ? ».

## Éditions
- Lévénez, éditions Alain Bargain, 1995, 205 p.  (ISBN 9-782910-373153).
- Lévénez, Corps 16 Eds, collection histoire, 1998.  (ISBN 284057179X)